# 1036년
북송에서 당송팔대가 중의 꽃이며, 중국 최고의 문인인 소동파가  태어남.

## 연호
- 북송(北宋) 경우(景祐) 3년
- 요(遼) 중희(重熙) 5년
- 일본(日本) 조겐(長元) 9년
- 서하(西夏) 광운(廣運) 3년 / 대경(大慶) 원년
- 리 왕조(李朝) 통투이(通瑞) 3년

## 기년
- 고려(高麗) 정종(靖宗) 2년
- 북송(北宋) 인종(仁宗) 14년
- 요(遼) 흥종(興宗) 6년
- 서하(西夏) 이원호(李元昊) 5년
- 리 왕조(李朝) 태종(太宗) 9년